# Atsuko Nakajima
Atsuko Nakajima (中嶋敦子, Nakajima Atsuko; Kanagawa, 21 dicembre 1961) è un'animatrice e character designer giapponese.
Popolare soprattutto per i suoi lavori in Ranma ½ e Sei in arresto!. 

## Lavori principali
- Oh, mia dea! The Movie: animatrice
- L'irresponsabile capitano Tylor: animatrice
- Jin-Roh: animatrice
- Cara dolce Kyoko (TV): direttrice delle animazioni
- Project A-ko: animatrice
- Ranma ½: direttrice delle animazioni, character design
- Lamù (TV): direttrice delle animazioni
- Lamù: Only You: animatrice
- Lamù: Remember My Love: animatrice
- Lamù: Lum the Forever: animatrice
- Sei in arresto! (OVA): character design
- You're Under Arrest - The Movie: character design
- Sei in arresto! (stagione 3): character design
- Il violinista di Hamelin (TV): character design
- Rurouni Kenshin (TV): direttrice delle animazioni
- Fruits Basket (TV): genga
- Get Backers (TV): direttrice della animazioni, character design
- Trinity Blood (TV): character design
- Princess Princess (TV): character design
- Mon Colle Knights (TV): character design
- Maria-sama ga Miteru 3ª stagione: character design per la sigla finale